# Електричне поле
Електричне поле (англ. Electric field) — одна зі складових електромагнітного поля, що існує навколо тіл або частинок, що мають електричний заряд, а також у вільному вигляді при зміні магнітного поля (наприклад, в електромагнітних хвилях). Електричне поле може спостерігатися завдяки силовому впливу на заряджені тіла.
Кількісними характеристиками електричного поля є вектор напруженості електричного поля {\displaystyle \mathbf {E} }, який визначається як сила, що діє на одиничний заряд, та вектор електричної індукції {\displaystyle \mathbf {D} }.
У випадку, коли електричне поле не змінюється з часом, його називають електростатичним полем. Розділ фізики, який вивчає розподіл статичного електричного поля в просторі, називається електростатикою.

## Історія

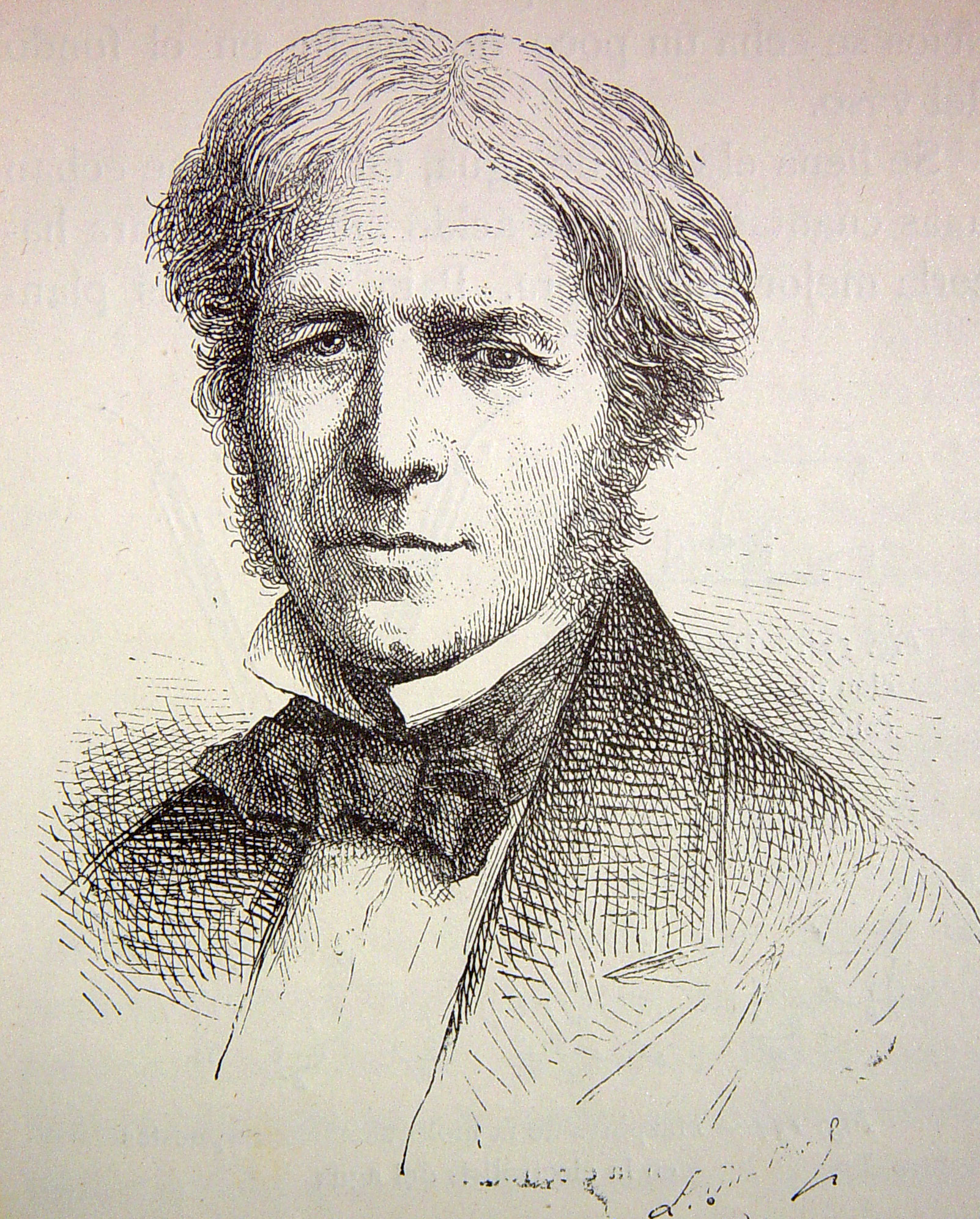
Майкл Фарадей

Існування електричного притягання відоме з античності. Після винайдення у 1660-х Отто фон Ґеріке електростатичного генератора, що дозволило отримувати порівняно великі електричні заряди, вивчення електричних явищ стало більш систематичним. Протягом ста років були відкриті два види електричних зарядів, передача електричної взаємодії через вакуум, а у 1775 році Шарлем Огюстеном Кулоном був сформульований закон взаємодії електричних зарядів, названий його іменем.
Конкретний механізм взаємодії лишався невідомим. Ще у часи Ньютона зберігалися анімалістичні уявлення про фізику, що були присутні ще в Арістотеля — рух предметів пояснювався дією «ефірних духів» або «активних елементів» у цих тілах. Проте у 17-18 столітті науковий консенсус прийшов до думки, що всі взаємодії мають бути пояснені механістично. Існувало три способи пояснення взаємодії об'єктів (в тому числі і електричного): через зіткнення, через пружне середовище (ефір) і через далекодію. Математично закон Кулона (як і Ньютонів закон всесвітнього тяжіння) описував далекодійну взаємодію — центральну силу, величина якої залежить від відстані до об'єкта, і миттєво реагуючу на зміни положення центру. Проте починаючи з Лейбніца, деякі фізики з недовірою ставилися до далекодії, не розуміючи, як саме вона може бути фізично реалізована і критикуючи її як окультний пережиток античної фізики. Послідовники Ньютона, в свою чергу, з такою ж недовірою ставилися до ідей про те, що середовище може мати властивості, принципово відмінні від властивостей звичайної матерії. Вони описували фізику у термінах далекодії, вважаючи гіпотези про «еманації», «випаровування» та інші невловимі матерії, що виходять від заряджених тіл або магнітів пустим теоретизуванням.
У 1784 році Лаплас ввів поняття потенціалу (проте не сам термін — він був запропонований Гріном лише у 1828)
. Потенціал описував поле в сучасному сенсі, проте у ті часи він вважався чисто математичним об'єктом, що не має фізичного змісту.
Роботи Кулона, Ампера, Біо, Савара і Лапласа створили математичний опис електричних сил, що дуже добре описував відомі експериментальні дані, тому принцип далекодії, на який вони спиралися, став популярним у 18 столітті.
Поняття поля (у використанні до магнітного поля) було введене Фарадеєм у 1845 році. Він же активно працював над концепцією силових ліній, і намагався довести їх матеріальність. Фарадей поставив кілька експериментів, що показали, що сили, що діють між зарядженими тілами залежать не лише від їх взаєморозташування. Наприклад, величина наведеного заряду при електростатичній індукції змінюється, якщо помістити ізолятор між зарядженим тілом і провідником. Іншим важливим результатом експериментів Фарадея був виявлений зв'язок між електричними і магнітними полями — електромагнітна індукція. Намагаючись знайти однакове пояснення виникненню струму у провіднику, що переміщується відносно магніту, а також у нерухомому провіднику, при вмиканні електромагніту, він припустив, що після ввімкнення магніту, силові лінії починають розповсюджуватись від нього в навколишній простір, і, рухаючись відносно провідника створюють в ньому струм. Фарадей за життя поставив тисячі експериментів, досліджуючи природу електрики та магнетизму. Так, він показав, що силові лінії магнітного поля замкнені, і що кількість силових ліній зберігається. Проте їх природу він не міг пояснити, як і довести їх фізичну реальність. Гіпотеза Фарадея про те, що електрична взаємодія розповсюджується від атома до атома (що розглядалися як маленькі провідники), індукуючи кожен наступний від попереднього, мала слабкі місця — не могла пояснити розповсюдження взаємодії у вакуумі, а також все одно потребувала далекодії (хоч і лише на рівні міжатомних відстаней). А щоб довести реальність силових ліній він мав би показати, що передача взаємодії займає час. Тим не менш, велика кількість експериментальних відкриттів Фарадея додавала ваги його поглядам, тому ідея про неможливість далекодії у 19 столітті почала знов набирати популярності.
У 1851—1852 роках Уільям Томсон показав, що фізику силових ліній можна еквівалентно виразити мовою диференціальних рівнянь у частинних похідних, тобто у термінах поля.
У 1856 році Джеймс Максвелл, надихнутий ідеями Фарадея, почав працювати над математичним їх описом. Результатом стали опубліковані в 1865 році рівняння, що пов'язували електричне і магнітне поле. У початковому вигляді система Максвелла містила 16 рівнянь, але Герц і Гевісайд спростили їх до чотирьох, що і відомі зараз як рівняння Максвелла. З рівнянь Максвелла випливало існування електромагнітних хвиль, що виникають, коли електричне поле коливаючись, породжує магнітне, і навпаки. Існування поля у відриві від джерела стало б свідченням про його реальність.
Такі хвилі були експериментально отримані Герцем у 1886 році.

## Властивості електричного поля

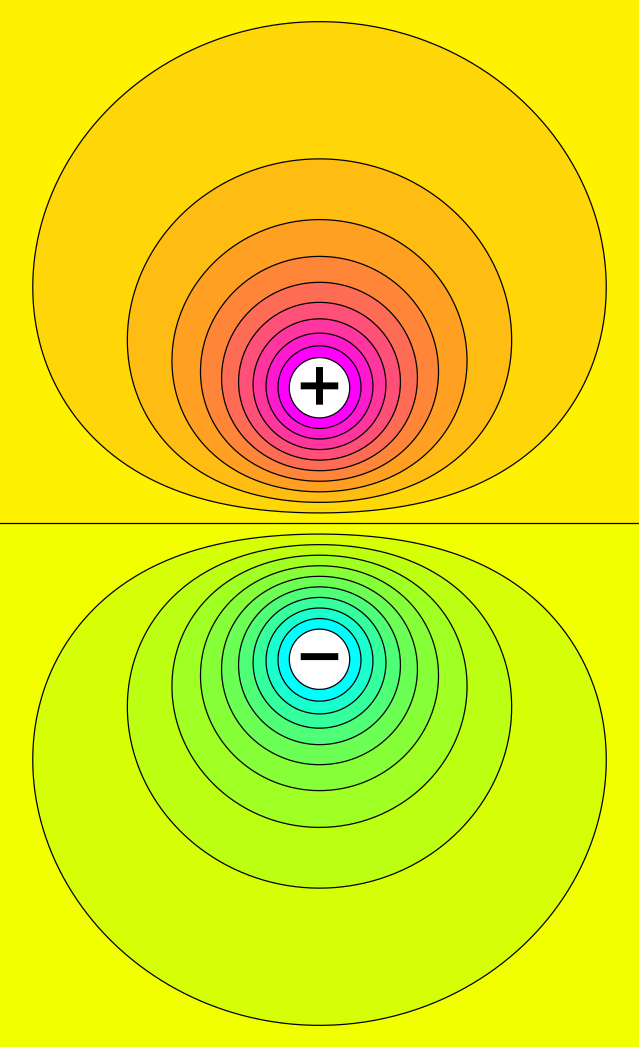
Візуалізація електростатичного поля двох зарядів через еквіпотенційні поверхні

### Природа
Електричне поле є особливим станом матерії, відмінним від «класичної» матерії, що складається з матеріальних частинок. Як і інші поля, електричне поле є неперервним, тобто, існує у кожній точці простору і плавно змінюється. Воно не складається з атомів чи будь-яких інших частинок. Відповідно, поле має нескінченну кількість ступенів вільності.
Якщо джерело електричного поля рухається, це породжує зміни у полі, що розповсюджуються у ньому зі швидкістю світла.
Електричне поле, разом з магнітним полем, складає електромагнітне поле. Проте варто пам'ятати, що відокремити ці частини неможливо — одне й те саме поле може сприйматися як електричне (якщо спостерігач нерухомий відносно заряду), так і як магнітне (якщо він рухається).

### Характеристики
Електричне поле є векторним, тобто, у кожній точці простору йому можна поставити у відповідність вектор, що називається напруженістю поля (позначається як {\displaystyle E}), довжина якого пропорційна силі, з якою поле діє на заряджені тіла, а напрямок — збігається з напрямом руху пробного позитивного заряду.
Щоб дізнатися силу, з якою поле діє на конкретний поміщений у нього заряд, необхідно помножити напруженість поля у точці на величину цього заряду:
{\displaystyle {\vec {F}}={\vec {E}}\cdot q}
У випадку, якщо електричне поле статичне, або змінюється з часом дуже повільно, його можна задати через одну скалярну функцію, потенціал (позначається як {\displaystyle \varphi }). У цьому випадку напруженість і потенціал пов'язані рівнянням
{\displaystyle {\vec {E}}=-\nabla \varphi }
Різниця потенціалів між двома точками називається напругою, і вимірюється у вольтах. У однорідному електричному полі (тобто, такому, де напруженість постійна, наприклад, у полі між обгортками конденсатора) напруга між двома точками дорівнює {\displaystyle U=-{\vec {E}}\cdot {\vec {R}}}, де R — вектор, що поєднує точки.

### Візуалізація поля

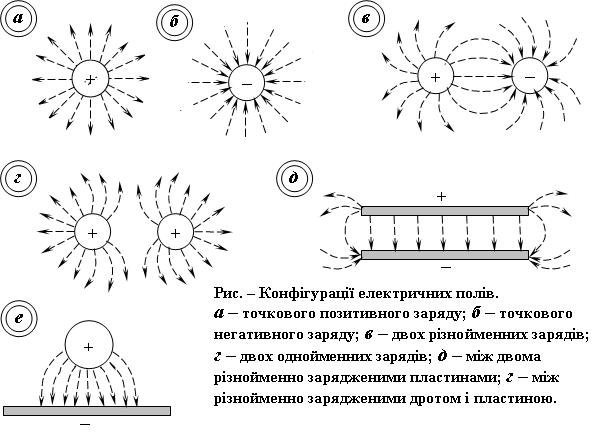
Конфігурації електричних полів, показані через силові лінії

Всі точки, що мають однаковий потенціал, разом утворюють еквіпотенціальну поверхню. Набір еквіпотенціальних поверхонь дозволяє показати на малюнку конфігурацію поля.
Іншим зручним способом зобразити електричне поле є силові лінії. Силовими лініями називають такі лінії, дотична до яких у кожній точці збігається з вектором напруженості поля. У випадку електричних полів зарядів, силові лінії завжди починаються на позитивному заряді, і закінчуються на негативному. У випадку вихрових електричних полів, породжених магнітним полем, силові лінії замкнені. Силові лінії поля не можуть перетинатись. На відміну від еквіпотенціальних поверхонь, силові лінії можуть бути побудовані і для полів, що не можуть бути виражені через потенціал (вихрових).

### Енергія електричного поля
Електричне поле викликає переміщення вільних зарядів і може виконувати роботу, а це значить, що воно має енергію.
Густина енергії електричного поля залежить від його напруженості як:
{\displaystyle \eta ={\frac {1}{2}}\varepsilon \mathbf {E} ^{2}}
Для обчислення загальної енергії поля, що міститься в об'ємі V, необхідно інтегрувати цю величину по цьому об'єму.
{\displaystyle U={\frac {1}{2}}\varepsilon \int _{V}\mathbf {E} ^{2}dV}
Класичний радіус електрона (2,8×10-15 м) обчислюється, виходячи з припущення, що вся енергія спокою електрона є енергією його електричного поля.

### Математичний опис

#### Класичний
Електричне і магнітне поле у класичній електродинаміці повністю описується чотирма рівняннями Максвелла. 
Два з них описують виникнення електричного поля:
- Залежність напруженості поля від розподілу зарядів описується рівнянням

{\displaystyle {\text{div}}\,\mathbf {E} =4\pi \rho }
- Залежність напруженості поля від зміни магнітного поля описується рівнянням

{\displaystyle {\text{rot}}\,\mathbf {E} =-{\frac {1}{c}}{\frac {\partial \mathbf {B} }{\partial t}}},
Ще одне з рівнянь Максвелла показує, як зміна електричного поля призводить до виникнення магнітного:
{\displaystyle {\text{rot}}\,\mathbf {B} ={\frac {1}{c}}{\frac {\partial \mathbf {E} }{\partial t}}+{\frac {4\pi }{c}}\mathbf {j} }

#### Квантовий
У квантовій електродинаміці електромагнітне поле розглядається як єдиний об'єкт. Електричне поле визначається відповідним квантовим оператором {\displaystyle {\hat {E}}} :
{\displaystyle {\hat {E}}(z,t)=i\sum _{n}{\sqrt {\hbar \omega _{n}/2\varepsilon _{0}V}}[a_{n}e^{i(\mathbf {k} _{n}\cdot \mathbf {z} -w_{n}t)}-a_{n}^{\dagger }e^{-i(\mathbf {k} _{n}\cdot \mathbf {z} -w_{n}t)}]},
де {\displaystyle a_{n}^{\dagger }} і {\displaystyle a_{n}}— оператори народження та знищення, V — об'єм, а сумування проводиться по всіх нормальних модах. Скінченний об'єм дозволяє розглядати скінченну кількість можливих мод.
Цей оператор іноді записують у вигляді:
{\displaystyle {\hat {E}}={\hat {E}}^{(+)}+{\hat {E}}^{(-)}},
у якому вклади додатних і від'ємних частот розділені. У такому випадку, {\displaystyle {\hat {E}}^{(+)}} включає члени з {\displaystyle a_{n}}, а {\displaystyle {\hat {E}}^{(-)}} включає члени з {\displaystyle a_{n}^{\dagger }}.
Оператор електричного поля пов'язаний з оператором векторного потенціалу як:
{\displaystyle {\hat {E}}=-{\frac {\delta {\hat {A}}}{\delta t}}}
Цікавою особливістю квантового опису є той факт, що у вакуумі, заповненому однорідним електричним полем можуть народжуватися пари частинка-античастинка (це явище відоме як ефект Швінгера).

## Деякі конфігурації електричних полів

### Вільний заряд
Електричне поле одиничного точкового заряду є сферично-симетричним, а його напруженість у вакуумі дорівнює
{\displaystyle E={\frac {1}{4\pi \varepsilon _{0}}}\cdot {\frac {q}{r^{2}}}},
де {\displaystyle \varepsilon _{0}} — діелектрична проникність вакууму. Величину 1/4πε0 називають електростатичною сталою, і позначають літерою k.
У випадку, якщо заряд знаходиться не у вакуумі, у необхідно врахувати діелектричну проникність середовища:
{\displaystyle E={\frac {1}{4\pi \varepsilon _{0}\varepsilon }}\cdot {\frac {q}{r^{2}}}}
Для звичайних матеріалів діелектрична проникність завжди більша за одиницю.
Силові лінії такого поля — прямі, що починаються у заряді, і розходяться в усі сторони, якщо заряд позитивний (у випадку негативного заряду, вони приходять з нескінченності, і закінчуються на заряді).

### Заряджена сфера
Заряди на сфері збираються біля її поверхні. Через це всередині сфери напруженість поля буде нульовою. Ззовні сфери поле буде збігатися з полем, яке б створював точковий заряд, зосереджений в центрі сфери.

### Електричний диполь

Електричне поле диполя

Електричне поле диполя може бути визначене як векторна сума полів позитивного і негативного зарядів.
Таке поле має циліндричну симетрію (вісь симетрії збігається з віссю диполя).
Для електричного диполя, що складається з двох зарядів {\displaystyle q}, що знаходяться на відстані {\displaystyle a}, напруженість поля вздовж осі на відстані {\displaystyle x} від ближнього заряду, дорівнює:
{\displaystyle E=kqa{\frac {2x}{(x^{2}-{\frac {a^{2}}{4}})^{2}}}}.
У випадку, якщо точка лежить не на лінії, що поєднує заряди, вираз для напруженості поля є складним, але якщо {\displaystyle x\gg a}, то він спрощується до:
{\displaystyle E=kqa{\frac {2\cos \alpha }{x^{3}}}}
Тобто, на великій відстані, модуль напруженості електричного поля диполя спадає обернено пропорційно кубу відстані.

### Довільний неперервний розподіл зарядів
Завдяки принципу суперпозиції, електричне поле будь-якої конфігурації зарядів можна розрахувати за допомогою інтегрування, розбиваючи весь простір, у якому знаходяться заряди на малі комірки, і враховуючи окремо поле від кожної з них:
{\displaystyle \mathbf {E} =\iiint \limits _{V}\mathbf {r} {\frac {k\rho \,{\rm {d}}V}{R^{2}}}},
де {\displaystyle \rho } — густина розподілу зарядів, а {\displaystyle \mathbf {r} } — одиничний вектор, що поєднує dV і точку, у якій розраховується поле.
Аналогічно може бути розраховане поле від поверхневих і лінійних джерел — але інтегрувати в цьому випадку необхідно не по об'єму, а по поверхні і вздовж лінії, і використовувати поверхневу і лінійну густину зарядів, відповідно.

## Електричне поле Землі
Земля має негативний заряд близько 600000 Кл. Своєю чергою, іоносфера Землі має позитивний заряд. Через це, вся атмосфера Землі до висоти приблизно в 50 кілометрів заповнена електричним полем, яке можна наближено вважати однорідним. Напруженість цього поля становить від 100 до 300 В/м біля поверхні. Ми не відчуваємо цієї різниці потенціалів, оскільки людське тіло є провідником, тому заряд частково переходить з Землі у нього. Завдяки цьому тіло утворює разом з поверхнею Землі єдину еквіпотенціальну поверхню (тобто, різниця потенціалів між довільною точкою на висоті 2 м і поверхнею Землі — близько 200 вольт, проте різниця потенціалів між головою людини і поверхнею Землі, на якій вона стоїть — близька до нуля). 
Загальна різниця потенціалів між Землею і іоносферою становить 400000 вольт.
Електричне поле Землі впливає на рух заряджених частинок в атмосфері. Позитивно заряджені частинки рухаються у ній вниз, а негативно заряджені — вгору. Заряджені частинки постійно утворюються в атмосфері під дією космічних променів, завдяки чому у ній підтримується постійний струм з силою 10-12 ампер на кожен квадратний метр.